# Fotoreceptory roślin
Fotoreceptory roślin – cząsteczki receptora absorbujące światło o określonej długości fali i wyzwalające reakcje fizjologiczne organizmów roślinnych. W roślinach wykryto wiele barwników o charakterze receptorów. Uczestniczą one w reakcji organizmu na zmieniające się warunki świetlne indukując odpowiedzi morfogenetyczne.
Do fotoreceptorów roślinnych zaliczane są:
- Fitochrom - barwik obecny we wszystkich badanych komórkach i tkankach roślin. Funkcjonuje w dwóch formach: Pr o maksimum absorpcji 660 nm i Pfr o maksimum absorpcji 730 nm. Każda z form może być przekształcona w drugą w procesie fotokonwersji. Jest barwnikiem składającym się z polipeptydu o masie 121-129 kDa z grupą chromoforową w postaci fitochromobiliny. Natywny fotochrom jest dimerem. Syntetyzowana jest forma Pr[1]. Fitochrom odpowiada za reakcje takie jak fotoblastia, hamowanie wzrostu wydłużeniowego pędu, rozwój liści, indukcja kwitnienia, zegar biologiczny, synteza chlorofilu, synteza antocyjanów i inne[2].
- Kryptochrom - jest flawoproteiną o maksimum absorpcji 435 nm[2]. Białka Cry 1 i Cry 2 to białka rozpuszczalne obecne głównie w jądrze komórkowym[1]. U Arabidopsis thaliana w miejscu diazoflawiny stwierdzono występowanie pteryny. Kryptochromy są odpowiedzialne za regulację syntezy antocyjanów, hamowanie wzrostu wydłużeniowego i działanie zegara biologicznego[2].
- Fototropiny - podobnie jak kryptochromy są flawoproteiną oraz zapewniają reakcje na światło niebieskie. Jednak biorą udział w innych reakcjach. Odpowiadają za fototropizm, ruchy chloroplastów, rozwój liści oraz hamowanie wzrostu pędu[2]. Cząsteczki fototropin są związane z błoną komórkową[1].
- Zeaksantyna - receptor światła niebieskiego, występujący w błonach tylakoidów[2]. Jest odpowiedzialna za otwieranie aparatów szparkowych[3]. Jej aktywna forma z udziałem wtórnych przekaźników sygnału w postaci Ca2+ i IP3 powoduje aktywowanie pompy protonowej oraz otwarcie kanałów jonowych, co prowadzi do napływu jonów i otwarcia aparatów szparkowych w wyniku osmotycznego napływu wody. W ciemności zeaksantyna przekształcana jest do wiolaksantyny, a aparaty szparkowe zamykają się[2]. Otwarcie aparatów szparkowych wywołane przez światło niebieskie może być cofnięte przez światło zielone[4].
- UVR8 - fotoreceptor wrażliwy na ultrafiolet B. Jest białkiem bez kofaktorów[5]. Jest odpowiedzialny za reakcji adaptacyjne, zapewniające przetrwanie w warunkach ekspozycji na podwyższone dawki promieniowania UV[6].
- Białka ZEITLUPE (ZTL) - receptory wrażliwe na światło niebieskie[7]. Są odpowiedzialne za działanie zegara biologicznego, pomiar długości dnia i indukcję kwitnienia[8].
- Phy 3, niekiedy nazywany superchomem - receptor białkowy z grupą chromoforową w postaci fikocyjanobiliny wykryty u paproci Adiantum capillus-veneris. Białko określane jest jako receptor hybrydowy, wykazujący właściwości zarówno fitochromu, jak i fototropiny[9].